# 時空戦士テュロック
『時空戦士テュロック』（じくうせんしテュロック、Turok: Dinosaur Hunter）は、1997年2月28日にアメリカ合衆国のアクレイム・エンタテインメントから北米にて発売されたNINTENDO 64用ファーストパーソン・シューティングゲーム。日本ではアクレイムジャパンから同年5月30日に発売された。
古代と近未来が融合する世界「ロストランド」を舞台に、戦士テュロックを操作して破壊神キャンペイナーを倒してロストランドを救出する事を目的としている。ファーストパーソン・シューティングゲームではあるが、広大なマップに隠されたカギを入手しないと次ステージに進めないなどアドベンチャーゲームの要素も含まれる。
アメリカ合衆国のIguana Entertainmentが開発を行い、プロデューサーおよびゲーム・デザインはアーケードゲーム『バットマンフォーエヴァー ジ・アーケードゲーム』（1996年）を手掛けたデヴィッド・ディーンストビール、音楽はSNES用ソフト『Frank Thomas Big Hurt Baseball』（1995年）や『College Slam』（1996年）を手掛けたダレン・ミッチェルが担当している。
同年に北米にてWindows版が発売され、日本では1998年5月22日にツクダシナジーより『TUROK DINOSAUR HUNTER』のタイトルで発売された。また同年に北米にてゲームボーイ版が発売され、日本では1998年8月7日にスターフィッシュより『テュロック バイオノザウルスの戦い』のタイトルで発売された。ゲームボーイ版はストーリー、キャラクターこそ同じだが、ジャンルは探索型の横スクロールアクションゲームになっている。2015年にはパソコン各種でリマスター版が北米で発売され、2018年にXbox One版、2019年にNintendo Switch版、2021年にPlayStation 4版が発売された。
NINTENDO 64版はゲーム誌『ファミ通』の「クロスレビュー」にてシルバー殿堂を獲得した。後に続編となる『Turok 2: Seeds of Evil』（1998年）が欧米にて発売され、日本では『バイオレンスキラー TUROK NEW GENERATION』（1999年）のタイトルで発売された。

## ゲーム内容

### システム
広大な8つのワールド（ステージ）で構成されている。ゲームはワールド1から始まり、ワールド1の最後のエリアに7つのクロノゲートと呼ばれる各ワールドへの入り口があり、新しいワールドへ進むには、各ワールドに幾つか存在する時空石なるキーアイテムを集める必要がある。開放したワールドは何度でも探索に行くことが可能で、取り逃がしたアイテムや、時空石を回収することができる。残機制を採用しており、クロノフォースと呼ばれるアイテムを100個拾うことで増やすことができる。プレイヤーが倒されると残機を失い、最後に通過したチェックポイントからやり直しになる。セーブはワールド内の各所にあるセーブポイントで行う。残機を全て失うとゲームオーバー。さらに、各ワールドに一つずつ存在するクロノピースを全て集めることで、最終ボスであるキャンペイナーに対して使える武器・クロノセプターが解放される。
ゲーム中、様々な隠し条件を満たすことで、チートコード（裏技のコード）が表示され、パスワードに入力することで使えるようになる。なお、マップオンエネミー（マップに敵の位置が表示される）のチートコードのみ、ゲームの説明書に記載されている。チートは解禁した状態で、ゲーム中セーブすることで記録され、以降はメニュー画面から一部を除き何時でも使用可能になる。
ゲーム本編とは別に、基本動作やテクニックを覚えつつアスレチックコース風のステージを進んでいく、「トレーニング」が収録されている。このモードはベストタイムを記録できる。
日本版ではオプション設定のブラッドモードで、オフの緑色とオンの赤色のどちらかの選択可能で、初期設定では血の色はオフの緑色である。またパッケージで主人公テュロックの流血が描かれているが日本版パッケージでは血の色が緑色だった。

### ストーリー
破界神キャンペイナーは古代と近未来が融合する世界ロストランドの奥深くで永い眠りから目覚める。彼は邪悪なる破界兵団を結成し、ロストランドを支配するために、伝説の兵器であるクロノセプターを探し出すように命じる。戦士テュロックはその野望を阻止し、キャンペイナーを倒すため、クロノゲートへと通じる密林を進む。
密林を出たテュロックは、秘境を抜け、古代都市へと進む中で、破界兵団の盟友でもあるロストランドの原住民・スケルターたちがテュロックに襲い掛かってくる。また、キャンペイナーは賞金稼ぎのハンターを雇っており、テュロックに嗾けてくる。
ハンターを倒した後、テュロックはスケルター達が崇拝する邪神が眠る地下神殿へと赴き、巨大なカマキリの化け物・マンティスと対決する。その後、樹海の上にそびえ立つ広大な村に到着したテュロックの前に、残りのスケルターやソルジャーたちが総攻撃をしかけてくる。
猛攻を潜り抜けたテュロックは、キャンペイナーが生まれたとされる異世界に赴く。そこでデーモンと呼ばれる異形の種族や、T-REXをはじめとするイボーグ化された恐竜たちがテュロックに襲いかかる。そして、キャンペイナーの要塞に進入したテュロックは、ロボット兵やモンスターたちと最後の死闘を繰り広げ、要塞の頂上でキャンペイナー本人と対決する。

### キャラクター
テュロック
本作の主人公、本名は「タルセット」。ネイティブ・アメリカン「サークイン族」の子孫。キャンペイナーの野望を阻止し、ロストランドを救うため単独で大勢の敵を相手に戦っていく。次回作にも対戦モードのみで登場する。
キャンペイナー
最終ボス。蛮族の戦士のような風貌をしているが、テレポート能力を持ち、棍棒による接近攻撃や、青い怪光線など、強力で多彩な攻撃をしかけてくる。また、フォトンキャノンによる攻撃が通用しない。自身をサイボーグ化しており、動きは非常に素早いが、一定のダメージを受ける毎に機械の身体がむき出しになり、動きも鈍くなっていく。次回作にも対戦モードのみ登場する。

## 他機種版
| No. | タイトル                          | 発売日                         | 対応機種        | 開発元                         | 発売元                      | メディア                | 型式                                   | 備考                | 出典        |
| --- | --------------------------------- | ------------------------------ | --------------- | ------------------------------ | --------------------------- | ----------------------- | -------------------------------------- | ------------------- | ----------- |
| 1   | Turok: Dinosaur Hunter            | 1997年11月26日 1998年5月22日   | Windows         | Sculptured Software            | アクレイム ツクダシナジー   | CD-ROM                  | -                                      |                     |             |
| 2   | テュロック バイオノザウルスの戦い | 1997年12月 1998年 1998年8月7日 | ゲームボーイ    | Bit Managers                   | アクレイム スターフィッシュ | 8メガビットロムカセット | DMG-ATUE-USA DMG-ATUP-EUR DMG-ATBJ-JPN | アレンジ移植        |             |
| 3   | Turok: Dinosaur Hunter            | INT 2015年12月17日             | Windows         | Nightdive Studios              | Nightdive Studios           | ダウンロード (Steam)    | -                                      | リマスター版        | [ 2 ]       |
| 4   | Turok: Dinosaur Hunter            | INT 2016年2月23日              | Macintosh       | Nightdive Studios              | Nightdive Studios           | ダウンロード (Steam)    | -                                      | リマスター版        |             |
| 5   | Turok: Dinosaur Hunter            | INT 2018年3月2日               | Xbox One        | Nightdive Studios              | Nightdive Studios           | ダウンロード            | -                                      | リマスター版        | [ 3 ]       |
| 6   | Turok: Dinosaur Hunter            | INT 2018年5月24日              | Linux           | Icculus.org Night Dive Studios | Night Dive Studios          | ダウンロード (Steam)    | -                                      | リマスター版        |             |
| 7   | Turok: Dinosaur Hunter            | INT 2019年3月18日              | Nintendo Switch | Icculus.org Night Dive Studios | Night Dive Studios          | ダウンロード            | -                                      | リマスター版        | [ 4 ]       |
| 8   | Turok: Dinosaur Hunter            | INT 2021年2月25日              | PlayStation 4   | Icculus.org Night Dive Studios | Night Dive Studios          | ダウンロード            | -                                      | リマスター版        |             |
| 9   | NINTENDO 64 Nintendo Classics 18+ | 2024年6月18日 2025年1月31日    | Nintendo Switch | 任天堂                         | 任天堂                      | ダウンロード            | -                                      | NINTENDO 64版の移植 | [ 5 ] [ 6 ] |

## スタッフ
テュロック・チーム
- プロデューサー：デヴィッド・ディーンストビール
- エグゼクティブ・プロデューサー：ジェフ・シュパンゲンベルク（英語版）、ダリン・スタビントン
- リード・プログラマー：ロバート・コーエン
- リード・アーティスト：アラン・D・ジョンソン

デザイン
- ゲーム・デザイン：デヴィッド・ディーンストビール
- 追加デザイン：ナイジェル・クック、ジェーソン・カーペンター
- レベル・デザイン：デヴィッド・ディーンストビール、ナイジェル・クック、ジェーソン・カーペンター、アラン・D・ジョンソン、トーマス・コール

プログラミング
- ゲーム・ロジック：イアン・ダンロップ、カール・ウェイド
- ボスAI：スティーヴン・ブロムリー
- フロント・エンド：カール・ウェイド、スティーヴン・ブロムリー
- 3Dグラフィック・エンジン：ロバート・コーエン
- サウンド・エンジン：アンソニー・パロンバ
- シネマズ：スティーヴン・ブロムリー、カール・ウェイド

アート
- テクスチャー・マップ：ロビー・ミラー、トレ・ツィーマン、ライアン・トレイシー、グレッグ・オメルチャック
- 3Dモデリング：ライアン・トレイシー、グレッグ・オメルチャック、トレ・ツィーマン、アラン・D・ジョンソン、マイケル・ジャンケ
- 3Dアニメーター：シェーン・タラント、グレッグ・オメルチャック、アラン・D・ジョンソン、マイケル・ジャンケ、ジョシュ・プリクリル
- パーティクル・エフェクト：トーマス・コール
- モーションキャプチャー・エディット：トーマス・コール、マーク・マッキン
- 追加アート：ペイトン・ダンカン、マーク・マッキン、マット・スタビントン

オーディオ
- 音楽：ダレン・ミッチェル
- サウンド・デザイン：マーク・シェーグレン
- 声優：ピート・スアレズ、デヴィッド・ディーンストビール、ディーン・セルツァー（テュロック）

品質保証
- レイ・リッカートン、ジム・リチャードソン

Iguana Entertainment
- 代表：ジェフ・シュパンゲンベルク
- 副代表、製品開発：ダリン・スタビントン
- テクニカル・ディレクター：クレイグ・ギャレー
- クリアイティブ・ディレクター：ナイジェル・クック
- ATGディレクター：キュロス・ラム
- アート・ディレクター：マット・スタビントン
- 音楽ディレクター：リック・フォックス
- 製品開発コーディネーター：ジェイ・ムーン

アクレイムPD
- エグゼクティブ・プロデューサー：エイリー・スミス・ボイラン
- プロデューサー：スティーヴ・ブレーメル
- アソシエイト・プロデューサー：マーティン・デリソ、エリック・ワイナー
- プロダクト・マネージャー：ドン・ジャクソン
- マーケティング・コーディネーター：ジョン・ポール・カルノヴァーレ

アクレイムQA
- ディレクター：レイ・ボイラン
- スーパーバイザー：キャロル・カラッチョロ、トム・ファルゾン、ハリー・ライマー
- インタラクティブ・ディレクター：レミントン・スコット
- スタント・コーディネーター：ジェフリー・ギブソン
- モーションキャプチャー・タレント：ブラッドリー・マーティン、ブライアン・スミイ
- マニュアル：ビル・ディックソン

アクレイム・コミックス
- ストーリー：ジェフ・ゴメス（英語版）、ボブ・レイトン（英語版）
- キャラクター・デザイン：ドン・パーリン（英語版）
- キャンペナー・キャラクター・クリエイター：ティモシー・トルーマン（英語版）

## 評価
NINTENDO 64版
ゲーム誌『ファミ通』の「クロスレビュー」では合計30点（満40点）でシルバー殿堂を獲得、『ファミマガ64』の読者投票による「ゲーム通信簿」での評価は以下の通り、22.2点（満30点）となっている。
| 項目 | キャラクタ | 音楽 | お買得度 | 操作性 | 熱中度 | オリジナリティ | 総合 |
| 得点 | 3.6        | 3.8  | 3.5      | 3.4    | 3.9    | 4.0            | 22.2 |

ゲームボーイ版
ゲーム誌『ファミ通』の「クロスレビュー」では合計20点（満40点）となっている。

## 続編
- バイオレンスキラー TUROK NEW GENERATION（1999年）
- Turok: Rage Wars（1999年）
- Turok 3: Shadow of Oblivion（2000年）
- Turok: Evolution（2002年）
- テュロック（2008年）
- Turok: Origins（発売日未定）